# 月尾嘉男
月尾 嘉男（つきお よしお、1942年4月26日 - ）は、日本の工学者（工学博士）。東京大学名誉教授。

## 来歴・人物
愛知県名古屋市出身。愛知学芸大学附属名古屋中学校、愛知県立旭丘高等学校、東京大学工学部建築学科卒業(1965年）。東京大学大学院工学研究科建築学専攻博士課程修了。1972年に都市システム研究所所長、その後、余暇開発センター主任研究員、名古屋大学工学部建築学科助教授/教授、東京大学生産技術研究所客員教授を経て、1991年から東京大学工学部産業機械工学科教授。1999年から年東京大学大学院新領域創成科学研究科教授。2003年に東京大学を定年退職し、東京大学名誉教授。2002年〜2003年には総務省で総務審議官（国際担当）を務めたほか、総務省特別顧問（2003年）も歴任した。
1978年に、博士論文「一定のサービス水準を満たす最適な交通システムの使用を求める方法」を東京大学に提出し、工学博士の学位を取得。
建築デザイン・設計分野におけるコンピュータ利用の草分け的存在。学生時代は都市工学、交通システム工学の研究を行っていたが、40代後半からは情報通信を活用したまちづくりや地域起こしを提唱し、全国各地に自身が塾長に就任した私塾を設けている。情報通信審議会をはじめ、政府や地方自治体の審議会や懇談会の委員等を歴任。
デジタルアーカイブという語を日本において初めて紹介・提唱した人物とされる。
現在はメディア政策、地球環境問題に関心を持ち、専門領域は多岐に渡る。
東京大学を定年を2年残して61歳で早期退職し、チリ最南端ホーン岬を探検するなど冒険家としての活動歴もある。

## 著書
- 『映画の考古学』 （フィルムアート社、1977年）
- 『歩行者のための都市空間』（翻訳）（鹿島出版会、1977年）
- 『世界の新しい都市交通』（編著）（プロセスア－キテクチュア社、1979年）
- 『歩行者空間の計画と運営：欧米20年の実例』（翻訳）（鹿島出版会、1979年）
- 『実現されたユートピア』（北原理雄と共著）（鹿島出版会、1980年）
- 『装置としての都市』（鹿島出版会、1981年）
- 『現代都市地域計画』（編著）（オ－ム社 、1982年）
- 『世界の交通システム』（編著）（プロセスア－キテクチュア社、1984年）
- 『情報化時代のビジネス環境』 （日本放送出版協会、1987年）
- 『経済の生態』（共著）（NTT出版、1987年）
- 『ザ・ジャパン　コリド－ル　プラン』（共著）（PHP研究所、1987年）
- 『都市開発のタ－ニングポイント』（編著）（東洋経済新報社、1988年）
- 『建設産業リストラクチャリング戦略』 （清文社、1988年）
- 『電脳都市感覚』（共著）（NTT出版、1989年）
- 『インテリジェント日本の創造』（共著）（東洋経済新報社、1989年）
- 『シンポジウム　ザ・リニアエクスプレス』（監修）（ウェッジ、1989年）
- 『サイバーテクノロジー』 （編著）（NTT出版、1990年）
- 『ジャパン・コリド－ル　プラン』（共著）（PHP研究所、1990年）
- 『インテリジェント・ビルの活用と展開』（共著）（ぎょうせい、1990年）
- 『ポスト情報社会の到来』（PHP研究所、1991年）
- 『21世紀地球システムの創造』（共著）（PHP研究所、1991年）
- 『テクノロジ－』（共著）（総合法令、1993年）
- 『贅沢の創造』（PHP研究所、1993年）
- 『日本を変える新・成長産業 - 次なる繁栄の牽引車』 （PHP研究所、1994年）
- 『マルチメディア超企業破壊』（徳間書店、1995年）
- 『メガメディアの衝撃』（翻訳監修）（徳間書店、1995年）
- 『サステナブル社会への道筋』（編著）（東洋経済新報社、1996年）
- 『サイバーメディア新思考経済』（徳間書店、1997年）
- 『元気な産業意外なビジネス』 （PHP研究所、1999年）
- 『IT革命のカラクリ』（共著）（アスキー、2000年）
- 『原典メディア環境　1851-2000』（共著）（東京大学出版会、2001年）
- 『変革するは我にあり』（日本実業出版社、2001年）
- 『ホットな話題　クールな真相』（日本実業出版社、2002年）
- 『日本が挑む五つのフロンティア』（光文社、2002年）
- 『日本よ！日本人よ！』（共著）（小学館、2002年）
- 『日本　百年の転換戦略』（共著）（講談社、2003年）
- 『環境共生型社会のグランドデザイン』 （NTT出版、2003年）
- 『縮小文明の展望』 （東京大学出版会、2003年）
- 『ヤオヨロズ　日本の潜在力』（講談社＋α新書、2004年）
- 『地球共生：美しいこの星を守りぬくために』（講談社、2006年）
- 『地球の暮らし方』 （遊行社[4]、2006年）
- 『未来フロンティア紀行：北海道二十一世紀』（北海道建設新聞社、2006年）
- 『雛には稀なる』（月尾研究機構、2007年）
- 『地球の救い方』（遊行社、2009年）
- 『水の話』（遊行社、2011年）
- 『100年先を読む：永続への転換戦略』（モラロジー研究所、2011年）
- 『地球千年紀行：先住民族の叡智』（清水弘文堂書房、2012年）
- 『先住民族の叡智』（遊行社、2013年）
- 『本当は怖いビッグデータとサイバー戦争のカラクリ』（共著）（アスコム、2013年）
- 『IT社会とコミュニケーション』（NHK出版、2014年）
- 『日本が世界地図から消滅しないための戦略』（致知出版社、2015年）
- 『航海物語』（遊行社、2015年）
- 『幸福実感社会への転進』（モラロジー研究所、2017年）
- 『情報社会から「情緒社会」への転換』（『構想の庭』ライフデザインブックス新書 2017、pp.16-33）
- 『転換日本：地域創成の展望』 （東京大学出版会、2017年）
- 『清々しき人々』（遊行社、2018年）
- 『月尾玲子作品集』（月尾研究機構、2021年）
- 『凛々たる人生―志を貫いた先人の姿― 』（遊行社、2021年）
- 『爽快なる人生―時代に挑戦した先人たち―』（遊行社、2023年）
- 『AIに使われる人　AIを使いこなす人―情報革命に淘汰されないための21の視点―』（モラロジー道徳教育財団、2023年）
- 『意志ある人生：時代を先導した先人たち』（遊行社、2024）

## 出演番組
- JNNニュースバード
  - 「ドクター月尾 地球の方程式」 [5]（TBSテレビ・TBSニュースバード、毎週月 - 金曜）
- 『森本毅郎・スタンバイ!』内 話題のアンテナ 日本全国8時です（TBSラジオ、毎週木曜日担当。2020年3月26日放送分をもって卒業）[6]
- 月尾嘉男 大日本未来考古学（北海道文化放送、毎週水曜日）
- 報道ステーション（テレビ朝日、不定期）
- 地球千年紀行〜先住民族の叡智に学ぶ〜（BS-TBS、日曜）（単発特番）
- キャスト（朝日放送、木曜コメンテーター）